# Бичок каспійський
Бичок каспійський (Neogobius caspius) є Понто-Каспійським представником родини бичкових (Gobiidae). Його ареал — солонуваті води Каспійського моря. Сягає довжини 34,5 см